# Glukuronidacija
Glukuronidacija se često javlja pri metabolizmu lekova. Njoj su podložni zagađivači, bilirubin, androgeni, estrogeni, mineralokortikoidi, glukokortikoidi, derivati masnih kiselina, retinoidi, i žučne kiseline. Pri glukuronidaciji se formiraju glikozidna veze.

## Mehanizam
Glukuronidacija se sastoji od transfera glukuronsko kiselinske komponente uridin-difosfat glukuronske kiseline na supstrat putem jedne od nekoliko tipova UDP-glukuronoziltransferaza.
UDP-glukuronska kiselina (glukuronska kiselina vezana putem glikozidne veze za uridin difosfat) je intermedijer u procesu i ona se formra u jetri. Jedan od primera je N-glukuronidacija aromatičnog amina, 4-aminobifenila, posredstvom UGT1A4 ili UGT1A9 u jetri ljudi, pacova, ili miševa.
Supstance koje nastaju glukuronidacijom su poznate kao glukuronidi (ili glukuronozidi) i tipično su znatno rastvornije vodi od početnih materijala. Ljudsko telo koristi glukuronidaciju za pravljenje velikog mnoštva supstanci koje su rastvorljivije u vodi, i na taj način se omogućava njihova naknadna eliminacija iz tela putem urina ili fekalija (preko žuči iz jetre). Hormoni su glukuronidovani do bi se omogučio lakši transport po telu. Farmakolozi vezuju lekove za glukuronsku kiselinu da bi omogućili efektivnu isporuku širokog opsega potentijalnih lekova. Ponekad su toksične supstance manje toksične nakon glukuronidacije.
Kougacija ksenobiotskih molekula sa hidrofilnim molekulskim vrstama kao što je glukuronska kiselina je poznata kao faza II metabolizma.